# زاوية (مدرسة)

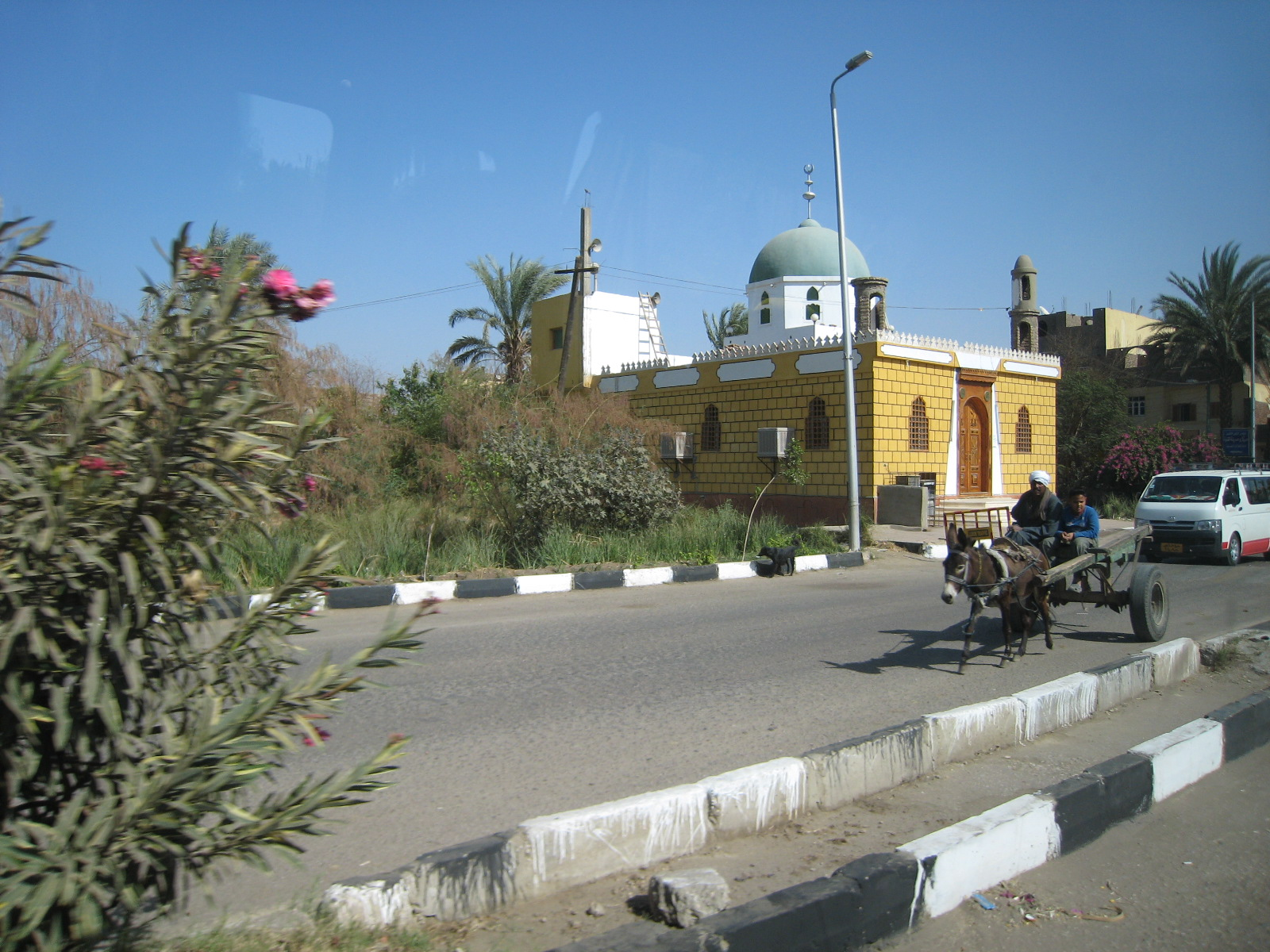
زاوية في صعيد مصر.

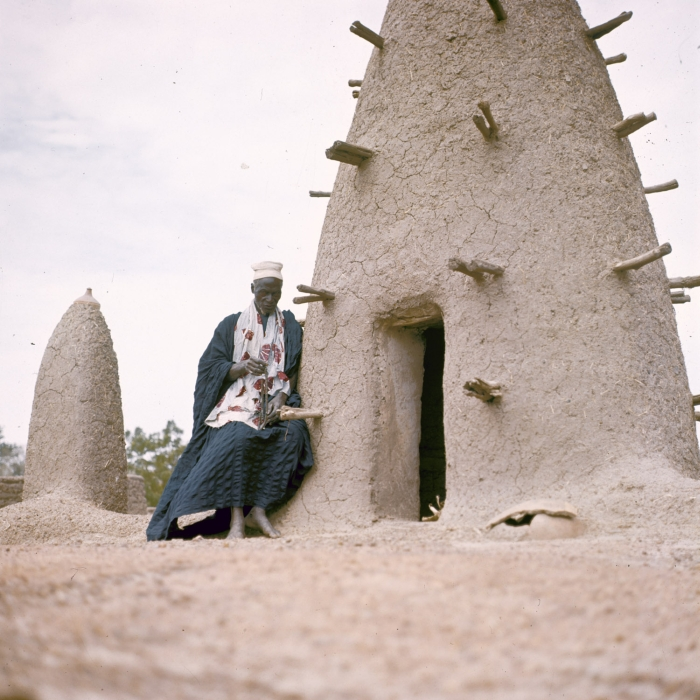
مرابط وزاوية في السنغال

الزاوية تكونت في عصور الإسلام المختلفة وهي اشبة بحلقات التعليم واشتهرت بذلك حلقات الصوفية وهو موضع معد للعبادة والإيواء وإطعام الواردين والقاصدين، وتعرف بأنها مدرسة دينية ودار مجانية للضيافة تشبه كثيرا الدير المسيحية في القرون الوسطى وهي، بهذه النعوت، أشبه ما تكون بالخوانق أو الخانقات في المشرق. كثيرا ما يتداخل مدلول اصطلاح ومضمون «الزاوية» مع اصطلاح «الرباط» لتقاطع وتداخل أدوارهما الجهادية والتعبدية والإيوائية.
كما كانت الزاوية عبارة مدرسة قرآنية بلسان المغرب الإسلامي وغرب أفريقيا، عادة ما يكون فيها بركة صغيرة ونافورة ماء. كانت هذه المدارس هي أحد أهم سبل تعليم الأمور الدينية وبعض العلوم الأدبية تنتشر في المغرب العربي. التعليم فيها بطريقة القراءة على الشيخ. واشتهر ببها الصوفية في الكثير من الأحيان غير أنها موجودة لدى غيرهم وذلك لطبيعة العصر الذي كانوا فيه.

## أصل الكلمة
يُترجم المصطلح العربي "زاوية" حرفياً إلى "ركن" أو "زقاق". وقد طُبق المصطلح لأول مرة على خلايا الرهبان المسيحيين، قبل تطبيق المعنى على مسجد صغير أو غرفة صلاة. وفي العصور الوسطى المتأخرة، أصبح يدل على مبنى يضم أخوية صوفية، خاصة في شمال إفريقيا. وفي العصر الحديث، لا تزال الكلمة تحتفظ بمعناه السابق لغرفة الصلاة الصغيرة في غرب آسيا والبلدان الإسلامية شرق شمال إفريقيا، حيث يمكن استخدامه للتمييز بين مساحات الصلاة الصغيرة والمساجد الأكثر أهمية.

## تاريخ

### في المغرب الأقصى

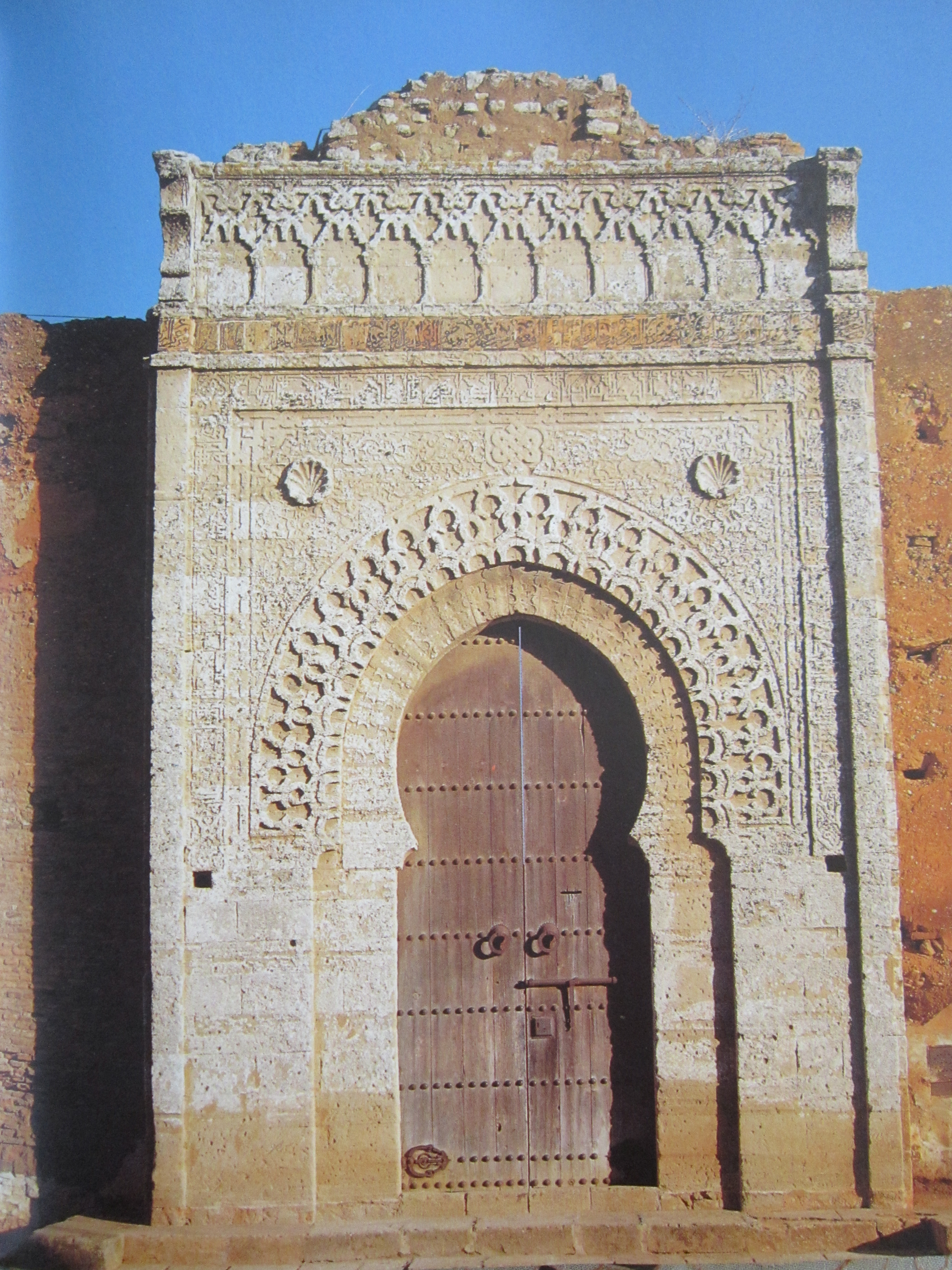
زاوية النساك التي أسسها السلطان أبو عنان فارس سنة 1356م في سلا.

ظهرت الزوايا في بلاد المغرب بعد القرن الخامس الهجري، وكانت تسمى في البداية بـ«دار الكرامة» كالتي بناها السلطان الموحدي يعقوب المنصور في مراكش، ومن أقدم الزوايا في المغرب التي نعتت بهذا الاسم زوايا الشيخ أبي محمد صالح دفين آسفي (ت.631 هـ / 1234م)، والتي تعددت وتكاثرت وانتشرت على طول الطريق بين المغرب ومصر لإيواء أصحاب الشيخ أبي صالح عند سفرهم للحج، وتشجيعهم على زيارة بيت الله الحرام. اعتنى ملوك المغرب بإنشاء الزوايا، مثل ما أطلق عليه «دار الضيوف» والتي بناها المرينيون، أو «الزاوية العظمى» التي أسسها أبو عنان فارس خارج فاس.
وعرفت انتعاشا وتطورا كبيرين في المدلول والوظائف منذ القرن العاشر الهجري، حيث شهد هذا القرن امتداد أطماع النصارى إلى الثغور المغربية بعد تغلبهم على المسلمين في الأندلس، وإزاء قصور وعجز الدولة الوطاسية عن الدفاع عن حمى المسلمين في المغرب، ستنهض الزوايا للاطلاع بهذا الدور، وبذلك ستعرف تحولا وظيفيا في مسارها لتصبح رقما رئيسا في المعادلة السياسية بالبلاد، تتدخل في الشؤون السياسية وتدعو إلى الجهاد ومقاومة المحتل الأجنبي. وشكلت الزاوية الدلائية صرح ثقافي قوي نافس جامع القرويين في النتاج العلمي، وتحولت إلى قوة سياسية تسيطر على جزء كبير من البلاد وبايع المغاربة شيخها محمد الحاج الدلائي سلطانا على البلاد، وحفّز هذا الازدهار أبو حسون السملالي شيخ زاوية إليغ إلى الالتفات نحو الشرق والتدخل في صراع تافيلالت بين العلويين والدلائيين.
التحولات التاريخية أدت إلى تراجع أدوار الزوايا بعد أن افتقدت كثيرا من الوظائف التي كانت تضطلع بها في المجتمع التقليدي كمؤسسات تأطيرية للمجتمع؛ فالوظائف التعليمية والسياسية والاجتماعية والاقتصادية والقضائية والجهادية لم تعد من مجال عملها بفعل عملية التحديث التي طالت المجتمع؛ والتي كان من نتائجها توزيع قطاعات العمل هاته على مؤسسات الدولة الحديثة. كاستئثار الأحزاب بالعمل السياسي والمجتمع المدني بالعمل الحقوقي والاجتماعي..إلخ. وهو ما دعا الزوايا إلى إعادة الاعتبار أساسا لوظيفتها التربوية الروحية، والتي تشكل اليوم مدخلها الرئيس للإسهام في نشر القيم الإحسانية التي عمل أربابها على زرعها في النفوس، ومن خلالها الإسهام في التخفيف من غلوائية المادية التي تهيمن على الحياة الحديثة.

## مصر
لم يتم إنشاء الزوايا والخانقاه في مصر حتى وصول الأيوبيين إلى السلطة في أواخر القرن الثاني عشر. انتشرت خلال فترة المماليك (1250-1517) والفترة العثمانية اللاحقة في مصر (بعد عام 1517)، عندما كانت الطرق الصوفية منظمات دينية مهمة لكثير من السكان. في مصر المملوكية، كانت الخانقاه مؤسسة رسمية أسسها عادة راعي النخبة (السلطان أو الأمير) ولم تكن مرتبطة بالضرورة بطريقة صوفية محددة. 11–12
 من ناحية أخرى، كان مصطلح الزاوية يشير إلى المؤسسات الأصغر والأقل رسمية للصوفية الشعبية والتي كانت مخصصة عادة لشيخ معين وأخوة صوفية محددة.11–12  المبنى الوحيد الباقي في القاهرة والذي تم تحديده صراحةً على أنه زاوية من خلال نقش تأسيسه هو زاوية زين الدين يوسف في المقبرة الجنوبية، التي تأسست في عامي 1297-1298 وتم توسيعها في أوائل القرن الرابع عشر.

## أفريقيا جنوب الصحراء الكبرى
في أفريقيا جنوب الصحراء الكبرى، انتشرت الزوايا في وقت متأخر إلى حد ما عن شمال أفريقيا، حيث ظهرت بالتزامن مع تطور الطرق الصوفية والشبكات في مختلف أنحاء المنطقة في القرنين الثامن عشر والتاسع عشر. ولعبت الزوايا التي أُنشئت في المدن ومراكز التجمع على طول طرق التجارة الصحراوية دورًا رئيسيًا في نشر التصوف وفي ترسيخ نفوذ بعض الطرق. ومن بين الطرق ذات الأهمية الكبرى في غرب أفريقيا كانت القادرية، وهي طريقة واسعة النطاق بدأها في الأصل عبد القادر الجيلاني (توفي عام 1166)، والتيجانية، التي دفن مؤسسها أحمد التيجاني (توفي عام 1815) في زاويته في فاس. ومن الأمثلة الأخرى، المريدية، التي كانت ذات أهمية كبرى في تاريخ السنغال.

## خارج أفريقيا

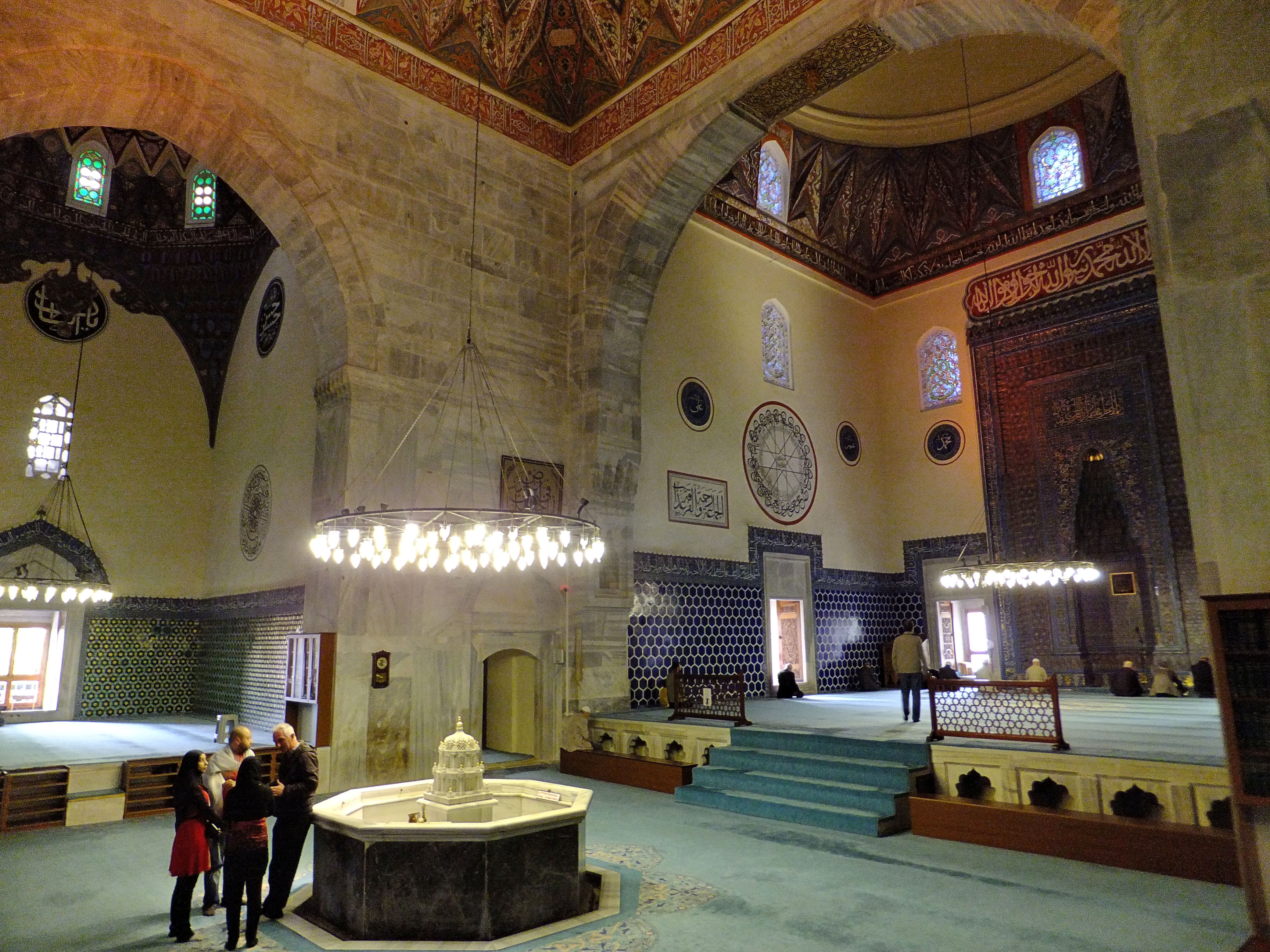
داخل المسجد الأخضر، وهو مسجد عثماني يعود تاريخه إلى أوائل القرن الخامس عشر في بورصة.

في بقية العالم الإسلامي، كانت المؤسسات الصوفية المماثلة تحمل عادةً أسماء أخرى مثل الخانقاه أو التكية أو الضريح، على الرغم من أن هذه المصطلحات كانت تحمل أحيانًا معاني أكثر تحديدًا. في الإمبراطورية العثمانية المبكرة، كان المصطلح المماثل zaviye يشير عادةً إلى مجمع ديني متعدد الأغراض يخدم الصوفيين ويعمل كمكان للعبادة. العديد من المساجد العثمانية المبكرة المهمة مثل المسجد الأخضر في بورصة، الذي بُني في أوائل القرن الخامس عشر، هي من أمثلة على هذا النوع.